# رايزا باتيستا
رايزا غوميز باتيستا (بالبرتغالية: Rhaisa Batista‏) (ولد في 8 مارس 1990) ممثلة وعارضة أزياء برازيلية. بدأت العمل كعارضة أزياء في سن المراهقة في ريسيفي ، وسرعان ما انتقلت للعمل في ساو باولو. قدمت العديد من عروض الأزياء والافتتاحيات وحملات الموضة في البرازيل والخارج.
في عام 2012 ، تمت دعوتها للمشاركة في مسلسل مجنون بهم ثم ظهرت لأول مرة في المسلسلات في لادو لادو ، تلعب دور إستير فييرا.

## روابط خارجية
- رايزا باتيستا على موقع IMDb (الإنجليزية)
- رايزا باتيستا على موقع قاعدة بيانات الفيلم (الإنجليزية)
- رايزا باتيستا في قاعدة بيانات الأفلام على الإنترنت